# HD 146624
HD 146624 (d Scorpii) é uma estrela na direção da Scorpius. Possui uma ascensão reta de 16h 18m 17.92s e uma declinação de −28° 36′ 49.6″. Sua magnitude aparente é igual a 4.80. Considerando sua distância de 140 anos-luz em relação à Terra, sua magnitude absoluta é igual a 1.63. Pertence à classe espectral A0V:.